# Borowiany (Zębowice)
Borowiany – przysiółek wsi Zębowice w Polsce, położony w województwie opolskim, w powiecie oleskim, w gminie Zębowice.
W latach 1975–1998 przysiółek administracyjnie należał do ówczesnego województwa opolskiego.

## Nazwa
Według niemieckiego językoznawcy Heinricha Adamy’ego nazwa miejscowości pochodzi od staropolskiej nazwy lasu iglastego - boru. W swoim dziele o nazwach miejscowych na Śląsku wydanym w 1888 roku we Wrocławiu wymienia jako najstarszą zanotowaną nazwę miejscowości Bor podając jej znaczenie "Walddorf" czyli po polsku "Leśna wieś" lub "wieś w borze".